# Käthe Weyer
Käthe Weyer (⚭ Kleser) ist eine ehemalige deutsche Fußballspielerin.

## Karriere
Weyer spielte für die am 20. Juni 1969 gegründete Frauenfußballabteilung des SC 07 Bad Neuenahr von 1970 bis 1975 als Stürmerin in der Verbandsliga Rheinland unter Trainer Jakob Oden. Als Rheinlandmeister 1974 nahm sie mit dem SC 07 Bad Neuenahr an der ersten vom DFB ausgerichteten Endrunde um die Deutsche Meisterschaft teil. Im letzten und entscheidenden Spiel um den Sieg in der Gruppe 3 vergab sie fünf Minuten vor dem Ende der Spielzeit beim Stand von 0:0 gegen den Bonner SC einen Strafstoß, der drei Minuten später durch einen abgefälschten Freistoß mit dem 1:0-Sieg auch den Gruppensieg behauptete. Das Jahr darauf scheiterte ihre Mannschaft – erneut in Gruppe 3 – am TuS Wörrstadt.
Unter Rolf Kleser, dem neuen Trainer und ehemaligen Spieler des Vereins, der mehrere Jahre in der Bundeswehr gedient hatte und dem der Ruf als „Schleifer“ vorausgeeilt war – viele Spielerinnen verließen daraufhin den Verein – wurde aus den verbliebenen Spielerinnen, zum Teil aus der zweiten Mannschaft, dennoch eine schlagfertige Mannschaft geformt. Weyer, die in der zurückliegenden Zeit mehr als 500 Tore erzielt hatte, wurde ab der Saison 1975/76 zur Abwehrspielerin umgeschult. Unter Rolf Kleser, ihrem späteren Ehemann, der im Gegensatz zu seinem Vorgänger mehr Wert auf Kondition statt Technik legte, erlebte sie mit ihrer Mannschaft den größten sportlichen Erfolg – den Gewinn der Deutschen Meisterschaft im Jahr 1978 als Fortsetzung der zuvor wiederholt errungenen Rheinlandmeisterschaft.
Im fünften Anlauf erreichte sie mit ihrer Mannschaft erstmals das Finale, das zum zweiten Male in Hin- und Rückspiel ausgetragen wurde. Im heimischen Apollinarisstadion am 17. Juni 1978 – als Abwehrspielerin eingesetzt – wurde der FC Hellas Marpingen mit 2:0 bezwungen, im Rückspiel am 25. Juni 1978 im Eppelborner Illtalstadion – als Stürmerin eingesetzt – verlor sie mit ihrer Mannschaft mit 0:1 – aber das Ergebnis reichte für die bis heute einzige Deutsche Meisterschaft. 1979 unter Trainer Gerd Stark erfolgte das Aus gegen den FC Bayern München bereits im Viertelfinale, 1980 gegen den KBC Duisburg im Halbfinale.

## Erfolge
- Deutscher Meister 1978
- Rheinlandmeister 1974, 1975, 1976, 1977, 1978, 1979, 1980
- Rheinlandpokalsieger 1978, 1979, 1980